# Renno
Renno är en kommun i departementet Corse-du-Sud på ön Korsika i Frankrike. Kommunen ligger  i kantonen Les Deux-Sorru som tillhör arrondissementet Ajaccio. År 2022 hade Renno 63 invånare.

## Befolkningsutveckling
Antalet invånare i kommunen Renno
Referens:INSEE